# مهین تجدد
مهین تجدّد (زادنام مهین جهانبگلو; زاده مازندران شهرستان ساری - درگذشته ۱۱ آذر ۱۳۸۰ پاریس) نمایش‌نامه‌نویس و مدرس تئاتر اهل ایران بود.
از جمله نویسندگان نسل اول نمایش‌نامه‌نویسان زن ایران در اواخر دهه ۱۳۴۰ و دهه ۱۳۵۰ محسوب می‌شد.
در نمایش‌نامه‌هایش آیین‌های کهن ایرانی را با زبانی غیرمعاصر و با بهره‌گیری از داستان‌های کهن بازگو کرده و ساختار نمایش‌نامه را بر همان مبنای روایت‌های کهن بنا گذاشته است.
از مولانا پژوهانی بوده که از استادانی چون بدیع‌الزمان فروزانفر، محمد معین، ذبیح‌الله صفا و… بهره برده بود.

## زندگی
در سالِ ۱۳۴۴ با مدرک دکتری ادبیات فارسی از دانشگاه تهران فارغ‌التحصیل شد. وی سال‌ها استاد دانشگاه بوده است. آثار وی بیشتر آن‌هایی بر سر زبان‌ها افتاده است که در جشن هنر و با کارگردانی آربی اوانسیان و پیتر بروک به اجرا درآمده و سپس چاپ هم شده‌اند. آثاری همچون ویس و رامین، سواری درآمد رویش سرخ و مویش سرخ و…
در بین سال‌های ۱۳۴۵–۱۳۴۷ نمایش‌نامه‌های فور ریو، کنار جاده، تولد و دیدار را نوشت، که به کارگردانی عزت‌الله انتظامی در تلویزیون حبیب ثابت به‌شکل زنده اجرا شدند. در سال‌های ۵۰–۱۳۴۸ در مدرسه عالی سینما و تلویزیون به تدریس پرداخت.
در سال ۱۳۴۹ نمایشنامه ویس و رامین وی به کارگردانی آربی اوانسیان به عنوان برنامه افتتاحیه سومین جشن هنر شیراز در تخت جمشید اجرا شد. این نمایشنامه برنده جایزه سوم مسابقه نمایشنامه نویسی رادیو و تلویزیون ملی ایران شد و در سال ۱۳۴۹ توسط انتشارات سازمان جشن هنر به چاپ رسید.
در سال ۱۳۵۰ حاصل پژوهش‌های خود را در باب اصوات اوستایی در نمایش‌نامهٔ ارگاست به کارگردانی پیتر بروک عرضه کرد که در جشن هنر شیراز اجرا شد.
در سال ۱۳۵۰ کتاب «تراژدی آفرینش» را نگاشت که توسط انتشارات جشن هنر چاپ شد. در سال ۱۳۵۱ به دعوت مرکز بین‌المللی پژوهش‌های تئاتری به سرپرستی پیتر بروک تائتر ملل به سرپرستی ژان لویی بارو و گروه پژوهش‌های موسیقی به سرپرستی پیر شفر در پاریس اموات اوستایی را ارائه کرد. قطعه‌ای از این برنامه به‌عنوان برجستهٔ سال انتخاب شد.
در سال ۱۳۵۱ به دعوت ایو ملک در پاریس اموات اوستایی را ارائه کرد. در نگارش فیلمنامه مغول‌ها به کارگردانی پرویز کیمیاوی شرکت جست و در جشن هنر شیراز پروهش‌های اصوات اوستایی را ارائه داد.
در سال‌های ۵۵–۱۳۵۱ در دانشگاه تهران به تدریس زمینه‌های دراماتیک در ادبیات فارسی پرداخت.
در ۱۳۵۲ کتاب سماع در سلسله‌ی مو توسط انتشارات جشن هنر به چاپ رسانید و و پژوهش در اوزان غزل‌های مولانا را در جشن هنر اجرا کرد.
در سال ۱۳۵۳ در بزرگداشت هفت‌‌صدمین سال مولانا در قونیه شرکت کرد با گروه تئاتری پنجاب در هند به دعوت یونسکو همکاری نمود و متن اجرایی کالیگولا به کارگردانی آربی اوانسیان را تنظیم کرد که در جشن هنر شیراز و تئاتر شهر به اجرا درآمد.
در سال ۱۳۵۳ با همکاری آربی آوانسیان نمایش‌نامهٔ ایولوف کوچولو، از هنریک ایبسن، را ترجمه کرد که در تئاتر شهر اجرا شد.
در ۱۳۵۴ نیز نمایش‌نامهٔ مانی را نگاشت که به کارگردانی شهرو خردمند در فرهنگسرای نیاوران اجرا شد.
در سال ۱۳۵۵ نمایشنامه سواری درآمد را نگاشت که به کارگردانی آربی اوانسیان در جشن هنر شیراز و در سال ۱۳۵۷ در چهارمین تئاتر ملل (کاراکاس ونزوئلا و تئاتر لاماما (نیویورک ایالات متحده آمریکا) اجرا شد.
در ۱۳۷۰ به معرفی و ترجمه به زبان فرانسه صد غزل از دیوان شمس تبریزی پرداخت که با همکاری ژان کلود کریر و نهال تجدد در پاریس توسط فرانسه انتشارت گالیمار چاپ شد.
در ۱۳۷۲ همچنین افسانه‌های ایران باستان را بر اساس نظامی فردوسی و مولانا تدوین کرد که در پاریس توسط انتشارات گروند چاپ شد.
مهین تجدد در ۱۱ آذر ۱۳۸۰ در پاریس درگذشت.

## آثار
- ویس و رامین، انتشارات جشن هنر شیراز، تخت جمشید، ۱۳۴۹، صد و سه صفحه.

- تراژدی آفرینش، انتشارات جشن هنر شیراز، بی‌تا. هشتاد و سه صفحه.
- سماع در سلسله‌ی هو، انتشارات جشن هنر شیراز. ۱۳۵۱. پنجاه و دو صفحه.
- سواری درآمد رویش سرخ و مویش سرخ و قدش سرخ و لبش سرخ و دندانش سرخ و اسبش سرخ و نیزه‌اش سرخ… (۱۳۵۵) تهران، انتشارات سروش. نود و یک صفحه.
- le Livre de Chams de Tabriz. Gallimard.

Paris. 1991.
- des Legendes de La Persien. Grond Press. Paris. 1993.